# Aangewezen bromfiets
Een aangewezen bijzondere bromfiets is een categorie innovatieve bromfietsen die zijn toegestaan op de Nederlandse weg waarvoor geen Europese typegoedkeuring vereist is.

## Wetgeving
De categorie is mogelijk gemaakt per 1 januari 2011 door toevoeging van artikel 20b aan de Wegenverkeerswet 1994, dat bepaalt dat bepaalde motorrijtuigen die anders zouden vallen onder de categorie bromfiets, kunnen worden aangewezen als bromfietsen waarvoor geen Europese typegoedkeuring vereist is. Ze worden in de Wegenverkeerswet 1994 uitgesloten van de categorie bromfiets, en verder wel aangeduid als aangewezen bijzondere bromfiets.
Het Besluit van 3 december 2010 tot wijziging van enkele besluiten in verband met het gebruik van door de Minister van Infrastructuur en Milieu aangewezen bijzondere bromfietsen in het verkeer en tot wijziging van het RVV 1990 in verband met een nieuw bushalte- en tramhaltebord maakt het mogelijk dat iedereen vanaf 16 jaar zonder rijbewijs en zonder helm, met een maximumsnelheid van 25 km/uur, op het fiets(/bromfiets)pad, of als dat ontbreekt op de rijbaan mag rijden met een aangewezen bijzondere bromfiets die niet is voorzien van een kentekenplaat, maar wel van een geldig verzekeringsplaatje.
Het besluit regelt bovendien dat er geen minimumleeftijd geldt voor bestuurders van deze aangewezen bijzondere bromfietsen, als zij beschikken over een van de aangewezen bewijzen van gehandicapt zijn. Bovendien mogen zulke bestuurders gebruik maken van het trottoir en het voetpad met een maximumsnelheid van 6 km/uur.
Verder leidt het besluit ertoe dat bijzondere bromfietsen bij gebruik ’s nachts of overdag bij slecht zicht voorzien moeten zijn van een wit of geel voorlicht en een rood achterlicht, tenzij de bestuurder dat voorlicht op zijn borst en dat achterlicht op zijn rug voert.
Het Besluit van de Minister van Infrastructuur en Milieu van 2 december 2014, nr. IENM/BSK-2014/255126, houdende vaststelling van beleidsregels tot uitvoering van hoofdstuk IIA van de Wegenverkeerswet 1994 (Beleidsregel aanwijzing bijzondere bromfietsen) geeft nadere regels over de goedkeuringsprocedure.
De Aanwijzing bepaalde zelf-balancerende bromfietsen in verband met toelating tot het Nederlandse verkeer regelt de goedkeuring van de zelf-balancerende bromfietsen van het merk Segway die voldoen aan hoofdstuk 5, afdeling 6, paragraaf 13 van de Regeling voertuigen.

## Aanwijzingsprocedure
Een aanvraag voor een aanwijzing van een bijzondere bromfiets voor toelating op de openbare weg wordt ingediend bij het ministerie van Verkeer. De aanvraag wordt per type of per individuele bijzondere bromfiets ingediend. Bij een aanvraag per type verklaart de aanvrager dat alle exemplaren die van dat type op de weg zullen worden gebracht identiek zijn aan de door de RDW beoordeelde bijzondere bromfiets. De aanvraag vermeldt waarom het betreffende motorvoertuig niet aan de toelatingseisen voor een reguliere bromfiets kan voldoen en beschrijft voorzien van testrapporten op welke wijze het veiligheids- en milieubeschermingsniveau wordt gewaarborgd.
De minister vraagt de RDW te beoordelen of het betreffende motorvoertuig voldoet aan de technische toetsingscriteria.

## Modellen van aangewezen bromfietsen
De volgende modellen zijn aangewezen als bijzondere bromfiets:
- Segway (Staatscourant 20346/2010)
- Trikke (Staatscourant 19078/2011)
- Zappy 3 (Staatscourant 6543/2012)
- Stint (Staatscourant 6543/2012)
- Swing (Staatscourant 15382/2012)
- Virto (Staatscourant 15599/2013)
- Paukool (Staatscourant 15599/2013)
- Robstep Robin-M1 (Staatscourant 13760/2014)